# 姚僧垣
姚 僧垣（よう そうえん、499年 - 583年）は、中国の南北朝時代の官僚・医師。字は法衛。本貫は呉興郡武康県。

## 経歴
南朝梁の高平県令の姚菩提の子として生まれた。中大通6年（534年）、臨川王左常侍を初任とした。大同5年（539年）、驃騎廬陵王府田曹参軍に任じられた。大同9年（543年）、都の建康に召還されて、殿中医師を兼ねた。
ときに武陵王蕭紀の生母である葛修華が持病に悩んでいたが、治療に効き目がなかった。そこで梁の武帝は僧垣に彼女の病状を診させた。診察が終わると、僧垣は症状を詳しく説明し、時節ごとの対処を書き記したため、武帝を感嘆させた。大同11年（545年）、領太医正に転じ、文徳主帥・直閤将軍の位を加えられた。このころ武帝が発熱して大黄の服用を求めたことがあった。僧垣は大黄が高齢の体には良くないと諫めたが、武帝は聞き入れず、一時危篤に陥ることとなった。
僧垣は皇太子の蕭綱の礼遇を受け、時節のたびに賞賜を受けた。太清元年（547年）、鎮西湘東王府中記室参軍に転じた。
太清2年（548年）、侯景が建康を包囲すると、僧垣は妻子を棄てて武帝のもとに駆けつけ、戎昭将軍・湘東王府記室参軍に任じられた。建康が陥落すると、間道を通って呉興郡に落ち延び、太守の張嵊の下についた。まもなく侯景の兵が呉興にやってきて、数日で郡城が陥落した。僧垣は潜伏していたが、侯景の手の者に捕らえられた。侯景の部将の侯子鑑が僧垣の名を聞き知っており、縛を解かれて厚遇を受けた。蕭綱（簡文帝）が即位すると、僧垣は建康に帰り、本官のまま中書舎人を兼ねた。侯子鑑が広陵に移ると、僧垣もこれに従って江北に入った。
承聖元年（552年）、元帝が侯景を平定すると、僧垣は元帝に召されて江陵に赴き、晋安王府諮議に任じられた。このころ大乱が平定されたばかりで、綱紀が緩み、才能のない者が任用され、朝政は混乱しきっていた。僧垣は事態を憂慮して、禍乱は必至とみなし、権勢に近づくまいとした。しかし僧垣は長らく心腹の病に悩んでいた元帝に召し出されることとなった。僧垣は元帝に大黄を用いるのをやめさせ、湯薬を進めて呑ませた。病は快方に向かい、元帝を喜ばせた。
承聖3年（554年）、西魏の于謹らの軍が江陵を陥落させた。僧垣は元帝のそばから引き離され、西魏の中山公宇文護の陣営に招かれた。まもなく于謹に召し出されて礼遇された。さらに宇文泰が使者を派遣して僧垣を召し出そうとしたが、于謹が強く引き留めて行かせなかった。恭帝2年（555年）、僧垣は于謹に従って長安に入った。武成元年（559年）、小畿伯下大夫に任じられた。
北周の金州刺史の伊婁穆が病のために長安に帰ると、僧垣の診察を求めた。伊婁穆は腰から臍にかけての麻痺と両足の痛みとしびれの症状を訴えた。僧垣が脈を診て、まず3種類の湯薬を処方すると、麻痺の症状が取れた。さらにもう1種類の散薬を調合すると、足を曲げ伸ばしできるようになった。僧垣は霜降の季節になれば、快癒するだろうと診断した。9月になると、伊婁穆は立ち上がって歩けるようになった。大将軍の襄楽公賀蘭隆には気疾の持病があったが、それに水腫が加わり、喘息がひどくなって、座っても寝ても落ち着かない状態になった。ある人が劇薬の服用を勧めたため、賀蘭隆の家人が逡巡して僧垣に相談すると、僧垣はその劇薬の服用には当たらないといい、もし呑みたいならうるさく聞かないでくれと吐き捨てて立ち去ってしまった。賀蘭隆の子が改めて丁寧に頼み込むと、僧垣は機嫌を直して、薬を処方し、すぐに服用させるように勧めた。賀蘭隆の呼吸はすぐさま通るようになり、また別の薬を呑ませると、気疾や水腫は全て治ってしまった。
天和元年（566年）、僧垣は車騎大将軍・儀同三司の位を加えられた。大将軍の楽平公竇集が急性の風疾にかかって、精神に錯乱を来たし、ひどい症状に診察した医者たちはみな匙を投げてしまった。僧垣が後からやってきて、合湯散を調合すると、竇集はまもなく快癒した。ときに大将軍の永世公叱伏列椿が消化不良の症状に苦しんだが、定時の入朝を止めなかった。于謹が竇集と叱伏列椿の病状を比べて、叱伏列椿の症状のほうが軽いように見えると、僧垣に対して言った。しかし僧垣は、竇集の症状が重くとも命には関わらないが、叱伏列椿の症状が軽くとも死は免れず、余命は4月もないと答えた。はたして僧垣の予見どおりに叱伏列椿は死去した。天和6年（571年）、僧垣は遂伯中大夫に転じた。
建徳3年（574年）、文宣太后が病の床に伏したが、医者や巫者の診断はそれぞれ異なっていた。武帝が僧垣を内殿に召し出して意見を聞くと、僧垣は太后の容態が危険な状態にあることを告げた。ほどなく太后は死去した。僧垣は驃騎大将軍・開府儀同三司の位を受け、その高齢に配慮されて定時の入朝の義務を免除された。
建徳4年（575年）、武帝が北斉に対する親征をおこない、河陰で病にかかった。武帝は口を利くことができず、瞼が腫れ上がって見ることもできず、片方の足が短くなって歩くことができないというありさまであった。僧垣はそれぞれの症状を同時に治すことはできないと言って、薬を処方してまず口の症状を治して話せるようにし、次に目の腫れを引かせて目を見えるようにし、最後に足を治療して歩けるようにした。軍が華州にたどりつくころには、武帝は完全に恢復していた。僧垣は華州刺史に任じられたが、そのまま武帝に従って長安に帰ったため、実際の職務につくことはなかった。宣政元年（578年）、致仕を願い出て、許された。この年、武帝は雲陽に行幸して、病の床についた。僧垣が行在に赴いて帝を診察すると、内史の柳昂にその病状を問われたため、本復の可能性がほとんどないことを告げた。まもなく武帝は死去し、宣帝が即位した。
かつて宣帝が皇太子だったとき、心臓の痛みに悩まされていたが、僧垣がこれを治療したため、宣帝はことのほか僧垣を礼遇していた。僧垣は宣帝により長寿県公に封じられ、金帯や衣服などを賜った。大象2年（580年）、太医下大夫に任じられた。宣帝の病状が重くなると、僧垣は宿直して近侍した。宣帝の死後、上開府儀同大将軍に任じられた。
開皇元年（581年）、隋が建国されると、僧垣は爵位を北絳郡公に進めた。開皇3年（583年）、死去した。享年は85。本官に加えて、荊湖二州刺史の位を贈られた。著書に『集験方』12巻、『行記』3巻があり、当時に通行した。

## 子女
- 姚察（長男）
- 姚最（次男）

## 伝記資料
- 『周書』巻47 列伝第39
- 『北史』巻90 列伝第78